# Memduh Tağmaç
Memduh Tağmaç (* 1904 in Erzurum, Provinz Erzurum; † 30. März 1978) war ein türkischer General, der zuletzt von 1969 bis 1972 Chef des Generalstabes (Genelkurmay Başkanı) war.

## Leben

### Militärische Ausbildung und Aufstieg zum General
Nach dem Besuch der Kuleli-Kadettenanstalt besuchte er von 1926 bis 1928 die Artillerieklasse der Militärschule sowie danach bis 1930 die Artillerieschule. Nach deren Beendigung fand er bis 1935 Verwendung als Offizier in verschiedenen Einheiten der Artillerie, ehe er anschließend die Militärakademie (Harp Akademisi) besuchte, die er 1938 abschloss. In der Folgezeit diente er als Offizier und Stabsoffizier bei mehreren Armeeeinheiten.
Nach seiner Beförderung zum Brigadegeneral wurde er 1956 zuerst Kommandeur der Unteroffiziersschule der Gendarmerie (Jandarma), danach Vize-Kommandant der 23. Gendarmerieabteilung und Kommandeur der 3. Gendarmeriebrigade sowie schließlich amtierender Personalstabsoffizier der 3. Armee in Erzincan.
1959 erfolgte die Beförderung von Tağmaç zum Generalmajor sowie zugleich die Ernennung zum Personalstabsoffizier der Landstreitkräfte und zeitgleich zum stellvertretenden Leiter der Abteilung II des Generalstabs der Türkei. Nach seiner Beförderung zum Generalleutnant 1962 übernahm er den Posten als stellvertretender Oberbefehlshaber der 3. Armee.
1964 wurde Tağmaç zum General befördert und behielt zunächst seine Position als stellvertretender Armee der 3. Armee, ehe er 1966 Nachfolger von General Ahmet Refik Yılmaz als Oberbefehlshaber der 1. Armee in Istanbul. Am 23. August 1968 folgte er abermals General Ahmet Refik Yılmaz, und zwar diesmal als Oberkommandierender der Landstreitkräfte (Türk Kara Kuvvetleri). 

### Chef des Generalstabes und Militärputsch von 1971
Nur wenige Monate später wurde er am 16. März 1969 Nachfolger von General Cemal Tural als Chef des Generalstabes der türkischen Streitkräfte (Türk Silahlı Kuvvetleri), während der bisherige Leiter der Generalstabsabteilung II, General Fikret Esen, neuer Oberkommandierender der Landstreitkräfte wurde.
Während seiner Amtszeit als Generalstabschef kam es zum Militärputsch vom 12. März 1971. Am 12. März 1971 um 13 Uhr wurde über den Radiosender der staatlichen Rundfunk- und Fernsehanstalten TRT die Erklärung der Generäle verlesen. Das Parlament und die Regierung wurden für Anarchie und Bruderkrieg, soziale und wirtschaftliche Unruhe verantwortlich gemacht. Die Zukunft der türkischen Republik sei unter einer schweren Bedrohung. Das Memorandum des Generalstabschefs General Memduh Tağmaç, des Kommandanten des Heeres, General Faruk Gürler, des Kommandanten der Luftwaffe, General Muhsin Batur und des Kommandanten der Marine, Admiral Celal Eyiceoğlu forderte die Bildung einer überparteilichen Regierung, die die Schwierigkeiten überwinden könne. Ansonsten seien die Streitkräfte bereit, die Administration selbst zu übernehmen.
Am 26. März 1971 trat Ministerpräsident Süleyman Demirel tatsächlich zurück und wurde noch am gleichen Tag durch Nihat Erim ersetzt, einen Abgeordneten der Cumhuriyet Halk Partisi (CHP) in der Großen Nationalversammlung.
Am 29. August 1972 wurde Tağmaç auf eigenen Wunsch in den Ruhestand versetzt und durch General Faruk Gürler, den bisherigen Oberkommandierenden der Landstreitkräfte, abgelöst.
Nach seinem Tode wurde er auf dem Friedhof Zincirlikuyu in Istanbul beigesetzt.